# Лангхамер, Марек
Марек Лангхамер (чеш. Marek Langhamer; 22 июля 1994, Моравска-Тршебова, Чехия) — чешский хоккеист, вратарь. Воспитанник хоккейного клуба «Пардубице». В настоящее время играет за финский клуб «Ильвес».

## Биография
Марек Лангхамер начал свою хоккейную карьеру в клубе «Пардубице». Выступал за юниорские команды с 2008 по 2012 год. Потом переехал в Северную Америку, где выступал до декабря 2017 года.
Провёл 2 матча в НХЛ за команду «Аризона Койотис» (сыграл 44 минуты, пропустил 1 шайбу/в среднем 1.35 гола за матч, отбил 17 бросков/процент отражённых бросков 94.4). Дебютировал в НХЛ 20 февраля 2017 года, заменив на 45 минуте матча с «Анахайм Дакс» основного вратаря «Аризоны» Майка Смита, получившего травму. Лангхамер отразил 7 бросков из 8, пропустив шайбу от нападающего «Анахайма» Райана Гецлафа. Второй раз Лангхамер сыграл в НХЛ 25 ноября 2017 года, заменив по ходу матча с «Вегас Голден Найтс» Скотта Веджвуда. В этой игре он отразил все 10 бросков, несмотря на удачную игру Лангхамера «Аризона» уступила со счётом 2:4.
В декабре 2017 года вернулся в Чехию, подписав контракт с клубом чешской Экстралиги «Комета Брно». В составе «Кометы» стал чемпионом Чехии 2018 года в качестве дублёра основного вратаря команды Марека Чиляка.
16 ноября 2018 года было объявлено о переходе Лангхамера в клуб КХЛ «Амур Хабаровск». 26 января 2019 года провёл первый «сухой» матч в КХЛ, отразив 22 броска в игре с уфимским клубом «Салават Юлаев», тем самым помог своей команде одержать победу со счётом 3:0. Спустя 2 дня, 28 января, Марек Лангхамер снова сыграл на ноль, отбив все 27 бросков с гостевом матче с «Адмиралом» из Владивостока. Кроме второго подряд «сухого» матча он помог своей команде выиграть со счётом 7:0, сделав голевую передачу Томашу Зогорне. 12 февраля в поединке с «Салаватом Юлаевым» Лангхамер установил рекорд клуба по продолжительности «сухой» серии (175 минут и 6 секунд). 20 февраля Лангхамер снова сыграл на ноль, отразив 25 бросков в домашней игре против «Барыса». Помимо 3-го «сухого» матча эта победа стала для него 7-й подряд. После успешной игры в КХЛ, главный тренер сборной Чехии Милош Ржига вызвал Лангхамера в сборную на подготовку к чемпионату мира. Он провел 2 товарищеских матча против сборной Австрии, которые чешская команда выиграла. Сам Лангхамер в среднем пропускал 2,09 шайбы за игру, отбив 90,6 % бросков. 5 мая 2021 года, было объявлено о переходе Лангхамера в финский клуб «Ильвес».

## Достижения
- Чемпион Экстралиги 2018

## Статистика
Обновлено на начало сезона 2019/2020
Всего за карьеру сыграл 254 матча (в Западной хоккейной лиге — 149 игр, в АХЛ — 47 игр, в КХЛ — 19 игр, в чешской Экстралиге — 17 игр, в Лиге восточного побережья — 15 игр, в Лиге чемпионов — 3 игры, за сборную Чехии — 2 игры, в НХЛ — 2 игры)